# 人造米
人造米（じんぞうまい）とは米の代用食料として「麦」や「とうもろこし」などのでんぷん質から作った米状の食品である。

## 人造米の歴史
人造米の研究は明治時代から行われていた。最も古い特許は、1908年（明治41年）に林すゑが取得している。馬鈴薯、甘藷、トウモロコシ粉、小麦粉、大麦粉、屑米などさまざまな原料で製造されたものの、いずれも商品化には至らなかった。
発明家の松浦喜一郎が1950年（昭和25年）に特許を取得した「人造米製造法」をベースとする製法により人造米の量産が始まり、1953年（昭和28年）に人造米ブームが沸き起こった。物珍しさも相まって、一時は爆発的に売れた。
1953年（昭和28年）10月27日の閣議では「人造米育成要綱」が決議されるに至り、国は国内にある多くの食品メーカーに人造米の製造を奨励した。
人造米はその製法が簡単であり製造ラインに多額の投資をする必要もなかったため、人造米を作る工場はこのような国の働きかけも後押しするかたちで急速にその規模を拡大した。また、ビタミン等を添加した強化米を作るにも、原料に練り込むだけでよいという利点があった。
一定の品質を備えた商品は、米と比べて遜色ないものとして高い評価を得た。一方で、粗悪品が大量に出回り、人造米そのものに対する印象を貶めた。結果として、「外米より不味い」とか「うどんを細かく刻んだようだ」など散散な評価が定着し、「人造米育成要綱」の決議からわずか数ヵ月後の昭和29年の春を過ぎた頃から全く売れなくなり、次第に製造量は減少した。そして昭和30年代前半に市場から姿を消した。

## その他
- 普通の米とまったく同じように炊くことができる。商品によっては、炊飯中に溶けたり団子状になったりすることもあった。
- 発売当時の価格は1 kgあたり80円から85円程度だった。
- 製造のピークは昭和29年の1月頃で、月産約400 tほどだった。